# Langen (bei Bremerhaven)

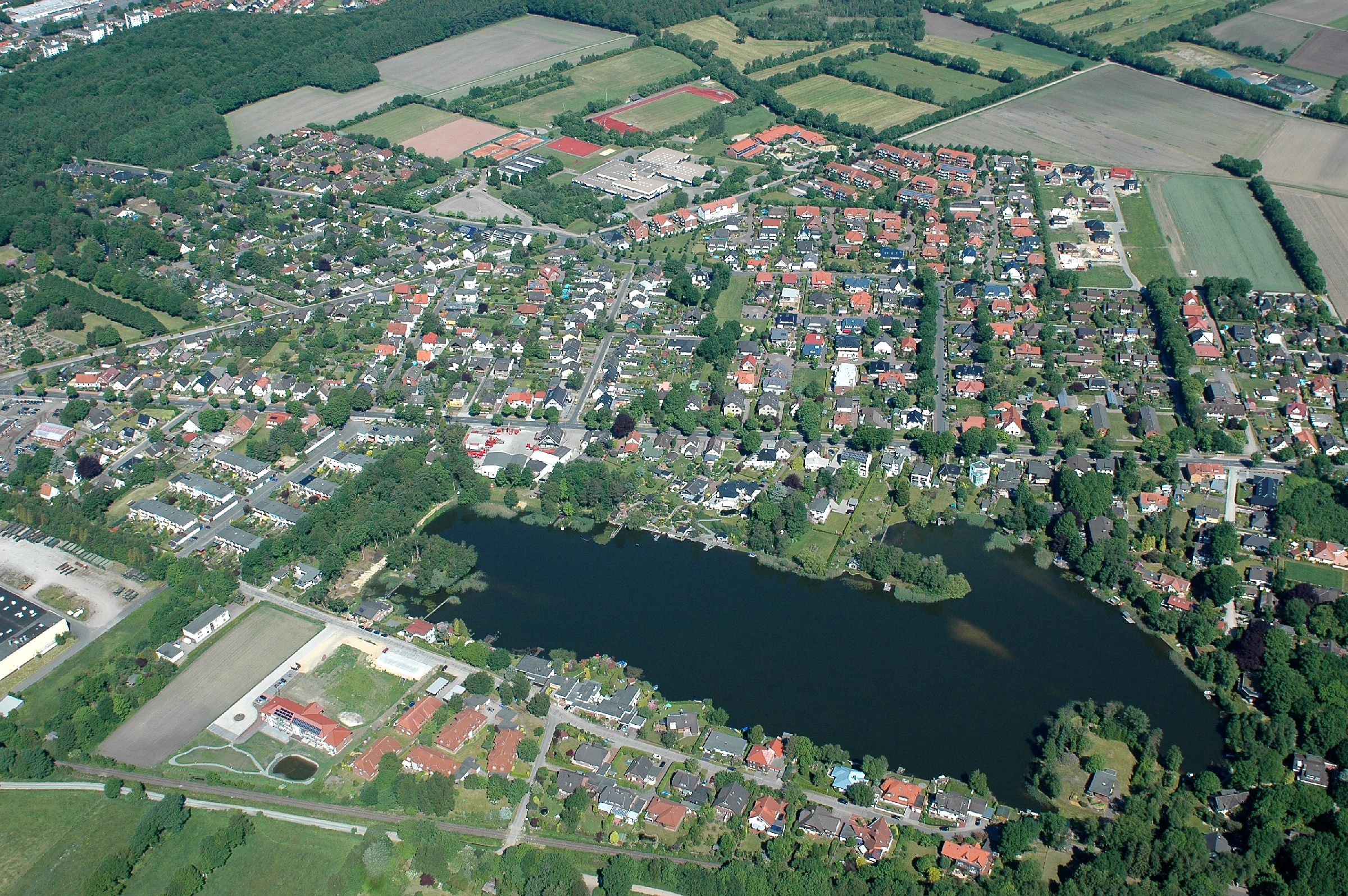
Langen (2012)

Langen (bei Bremerhaven) este un oraș din landul Saxonia Inferioară, Germania.
1. ↑  GeoNames